# Geppi Hour
Geppi Hour è stato uno spettacolo di intrattenimento notturno condotto dall'attrice comica Geppi Cucciari, andato in onda su Sky Show da gennaio a maggio 2007. Facevano parte del cast: Omar Fantini, Federico Basso, Pozzoli e De Angelis, Galli e Villo, Luca Ghinzani.

## Il programma
Il programma è stato reinserito nei palinsesti di Cielo, attingendo dalla library Sky.
I testi del programma sono di Lucio Wilson, Carmelo La Rocca, Marco Del Conte, Oscar Colombo e Federico Giunta. La direzione musicale era affidata a Carlo Palmas, autore ed arrangiatore anche delle sigle e delle musiche originali dello show. La band era formata anche da: Nick Lamberti, Silvio Verdi, Paolo Polifrone, Michele Sanna.
Nel corso dei 4 mesi di programmazione, lo show ha visto la partecipazione di tanti ospiti di prestigio;
sono passati più di 200 ospiti tra show-girl, scrittori, attori, cantanti, presentatori, doppiatori ed autori in genere.
Tra questi ricordiamo: Tonino Accolla (il noto doppiatore di Eddie Murphy e Omer dei Simpson), Vittoria Belvedere, Laura Pausini (ospite telefonica), Pago, Luca Jurman, Gerry Cala', Nina Moric, Paola&Chiara, Federica Fontana, Caterina Murino, Gegia, Katia e Valeria, Ale e Franz, Fabio Canino, la tribute band Asilo Republic.